# Lívia Natália
Lívia Maria Natália de Souza (Salvador, 25 de dezembro de 1979) é uma poeta e professora brasileira.
Formada em Letras pela Universidade Federal da Bahia (UFBA) em 2002. É mestre, doutora em Teorias e Crítica da Literatura e da Cultura e Pós-doutora em Literatura Brasileira pela UNB, leciona em disciplinas ligadas ao campo da Teoria da Literatura, coordena os grupos de pesquisa Derivas da Subjetividade na Escrita Contemporânea, no qual pesquisa literatura contemporânea escrita em Blogues, e Corpus Dissidente: Poéticas da Subalternidade em escritas e estéticas da diferença, no qual se dedica a estudar a Literatura Negra escrita por mulheres no Brasil e nos PALOP, com recorte em gênero, raça e sexualidades.
Além da sua atuação acadêmica a autora é consagrada a Osun e Odé no Terreiro Ilê Asé Obanan sendo a vivência no Candomblé de fundamento Ketu é um dos temas mais fortes de sua escrita, na qual comparecem também temáticas relativas à vivência da mulher negra com seu corpo, cabelos e todos os signos étnicorraciais que atravessam, buscando subverter conceitos e reinventar modos de ser.

## Obras publicadas
Livia Natália, em sua poesia é marcada pela construção de uma voz feminina e afro-brasileira, estreou como autora em 2011 com a obra de poesia Água Negra e, desde então, já publicou mais 5 obras sendo a última, em 2018, voltada ao público infantojuvenil. 
Seu trabalho ganhou olhares curiosos em 2016, quando o poema Quadrilha, aprovado pelo Fundo de Cultura do Estado da Bahia após vencer o projeto projeto Poesia nas Ruas, foi censurado em outdoors em Ilhéus por trazer à tona temáticas da violência policia contra populações negras. 
A censura gerou manifestações de apoio à professora Lívia Natália nas redes sociais, sites e blogues. 
 O poeta Jorge Augusto, em matéria no site Bahia Notícias, analisou o poema: “O poema propõe pensarmos a subjetividade interditada desse corpo negro, (quando rompe a cadeia amorosa que remete a intertextualidade com o poema de Drummond), sinaliza o abandono em que, muitas vezes, é condenada a mulher negra, denuncia, ao mesmo tempo, a violência com que a PM pratica seu genocídio contra o povo negro. É o amor, a subjetividade desse ser-negro, pensado, pelo Estado, sempre como um corpo suspeito que é tema. Maria não teve tempo de amar João. E o assassinato pela PM é apenas uma das formas pela qual essa subjetividade do negro brasileiro foi interditada, pela violência, e o poema usa dela para denunciar essa interdição, esse amor que não chegou a ser”. 

Quadrilha
"Maria não amava João. 
Apenas idolatrava seus pés escuros.
Quando João morreu,
assassinado pela PM,
Maria guardou todos os sapatos.”
(“Correntezas e Outros estudos Marinhos” (Editora Ogum's Toques Negros, Salvador-BA, 2015).

Mas a sua bibliografia não é marcada apenas por esse episódio. Lívia Natália é ganhadora dos prêmios literários Banco Capital (2010) e APCA - Associação Paulista de Críticos de Artes (2017) e tem uma grande representação na produção de literatura contemporânea Brasileira. 

### Ficção
- 2010 - Água Negra - EPP Publicações
- 2015 - Correntezas e outros estudos marinhos -  Ogum's Toques Negros
- 2016 - Água Negra e Outras Águas - EPP Publicações
- 2017 - Dia Bonito pra Chover - Editora Malê
- 2017 - Sobejos do Mar - EPP Publicações
- 2018 - As férias fantásticas de Lili. São Paulo: Ciclo Contínuo, 2018. (infantojuvenil).

### Antologias
- Coletânea de Literatura Feminina Negra Louva Deusas. Organização de Louva Deusas. São Paulo: [s.n.], 2012.
- Ogum’s toques negros: coletânea poética. Organização de Guellwaar Adún, Mel Adún e Alex Ratts. Salvador: Ogum’s Toques Negros, 2014.  Revista Palmares. Brasília, Ano x, v. 8, n.1, p. 85-86, Novembro de 2014.

### Não ficção
- A pedagogia franqueada; Judith Grossmann e a cena Teórico-crítica do PPGLL do Instituto de Letras. 2008. Tese (Doutorado em Letras e Linguística) – Universidade Federal da Bahia, Salvador, 2008.
- A pedagogia da ausência e outras ensinanças: Judith Grossmann e a cena da escritura. 2005. Dissertação (Mestrado em Letras e Linguística) – Universidade Federal da Bahia, Salvador, 2005.
- Dona flor a fiandeira nos silêncios: a dialética do amor e da moral como estratégia de sub-versão da castração. In: Praxis, Salvador, v. 4, 2006.
- As filigranas da dor em "Contos cruéis de guerra", de Ibéa Atondi. In: Independência (FDJ), v. 1, p. 67-74, 2007.
- "Dona Flor e seus dois maridos": a dialética do amor como estratégia para a subversão da castração. In: Quinto Império, Salvador, v. 2, p. 105-120, 2007.
- A lírica menor: por uma Teoria da Literatura das Literaturas Africanas de Língua Portuguesa. In Crítica Cultural, v. 5, p. 219-231, 2010.
- A violência como devir-sujeito em Albert Camus, José Padilha e Clarice Lispector. In: A Cor das Letras, Feira de Santana, UEFS, v. 11, p. 31-47, 2010.
- Onde faltar a tolerância, que sobreviva o respeito. In: A tarde, Salvador/Bahia, 21 jan. 2011.
- Os blogues como cena bioficcional na formação da literatura baiana contemporânea. In: Texto Digital, Rio de Janeiro, UERJ, v. 7, p. 113-130, 2011.
- Poéticas da Diferença: A representação de si na Lírica Afro-feminina. In: A Cor das Letras, Feira de Santana, UEFS, v. 12, p. 105, 2011.
- O estrangeiro e o estranho na cena da diferença em Camus e Clarice Lispector. In: OLIVEIRA, Humberto de; ABOMO-MAURIN, Marie-Rose. (Org.). Poéticas da alteridade. Feira de Santana: EduEFS, 2011. v. 1, p. 175-186.
- A lírica menor: por uma Teoria da Literatura das Literaturas africanas de Língua portuguesa. In: SANTOS, José Henrique de Freitas; Ricardo RISO. (Org.). Afro-rizomas na diáspora negra. Rio de Janeiro: Kitabu, 2013, v. 1, p. 89-102.
- Múltiplas Paragens do corpo intelectual: Poéticas da diferença em Mel Adún, Ana Paula Tavares e Esmeralda Ribeiro. In: SANTOS, José Henrique de Freitas; RISO, Ricardo. (Org.). Afro-rizomas na diáspora negra. Rio de Janeiro: Kitabu, 2013. v. 1, p. 143-162.
- Meu pai não montava a cavalo, nem ia para o campo: algumas questões sobre a formação da escritora e do leitor negro no Brasil contemporâneo. In: SILVA, Cidinha da (Org.). Africanidades e relações raciais: insumos para políticas públicas na área do livro, leitura, literatura e bibliotecas no Brasil. Brasília: Fundação Cultural Palmares, 2014, p. 70-80.